# Valerie Vásquez de Velasco
Valerie Vásquez de Velasco Lebacq (Lima, 24 de marzo de 1977) es una periodista peruana.

## Biografía
Nació en Lima en 1977, hija de Roberto Vásquez de Velasco de la Puente y Chantal Lebacq Vanneck.
Realizó sus estudios escolares en el Colegio Villa María de Lima.
Estudió Ciencias de la Comunicación en la Universidad de Lima y realizó una especialización en Periodismo Internacional y Países del Sur en la Universidad Complutense de Madrid.
Comenzó a ejercer la carrera en Panamericana Televisión, como reportera del servicio de noticias de 24 horas a partir del año 2001. Entre 2003 y 2005 trabajó como reportera en los programas dominicales Panorama y Reportajes de Panamericana Televisión donde también fue conductora. Por unos meses hizo reportajes diarios para el programa Dios nos libre, de Beto Ortiz, en Frecuencia Latina, a finales de 2002
En España trabajó en el Grupo Prisa, en el Instituto de Estudios sobre Conflictos y Acción Humanitaria y para el Alto Comisionado de las Naciones Unidas para los Refugiados.
Regresó al Perú en 2012 como presentadora del programa AmbienTV en TV Perú y a los pocos meses pasó a América Televisión, canal en el cual fue reportera del programa dominical Cuarto poder hasta 2015.
En la prensa escrita, se ha desempeñado como entrevistadora y columnista del diario Perú21. En lo audiovisual, se desempeña en el pódcast Tres por siete, junto a Carlos Paredes, en el canal de Youtube de Caretas.

## Carrera
- Encendidos (RPP, 2022-) Conductora[5]
- De 6 a 9 (Canal N, 2019) Presentadora
- Primero a las 8 (Canal N, 2015-) Presentadora
- Noticias a las 10 (Canal N, 2015-) Presentadora
- América Noticias: Edición Dominical (América Televisión) Presentadora
- Cuarto poder (América Televisión, 2012-2015) Reportera
- AmbienTV (TV Perú, 2012) Presentadora
- Reportajes (Panamericana Televisión, 2003-2005) Presentadora